# سیارک ۴۷۱۴۴
سیارک ۴۷۱۴۴ (به انگلیسی: 47144 Faulkes، نامگذاری:1999PY) چهل و هفت هزار و صد و چهل و چهارمین سیارک کشف شده‌است که در ۷ اوت ۱۹۹۹ کشف شد.